# Omphalotropis guamensis
Omphalotropis guamensis é uma espécie de gastrópode  da família Assimineidae.
É endémica de Guam.